# Jesús Padilla
Jesús Andrés Padilla Cisneros (San José, California, 3 de marzo de 1987) es un futbolista estadounidense que juega en la posición de delantero.
Debutó el 6 de agosto de 2006, en un partido Club Deportivo Toluca vs. Club Deportivo Guadalajara . Ese mismo día el Guadalajara tenía el compromiso de jugar un partido amistoso contra FC Barcelona en Los Ángeles, por lo que José Manuel de la Torre decide utilizar a varios elementos del Tapatío para jugar el partido de la fecha 1 contra Toluca, mientras los titulares se encontraban en México.

## Polémica de nacionalidad
Después de que una publicación estadounidense diera a conocer que el delantero Jesús Padilla nació en California, la polémica se desató en el Guadalajara, que según su tradición, solo admite jugadores mexicanos. El jugador por un "accidente de la vida" nació en Estados Unidos.

## Llamado a la selección de Estados Unidos
En febrero de 2008, durante la clasificación eliminatoria rumbo a los Juegos Olímpicos con sede en Pekín (China), Padilla recibe un inesperado llamado del representativo Sub-23 de Estados Unidos. Sin embargo el jugador no aceptó.

## Clubes
| Club                       | País           | Año             |
| -------------------------- | -------------- | --------------- |
| Club Deportivo Guadalajara | México         | 2006 - 2009     |
| Chivas USA                 | Estados Unidos | 2009 - 2011     |
| Reboceros de La Piedad     | México         | 2011 - 2012     |
| Club Deportivo Guadalajara | México         | 2012            |
| Dorados de Sinaloa         | México         | 2013            |
| Ballenas Galeana           | México         | 2014            |
| Cimarrones de Sonora       | México         | 2015 - Presente |